# Granaglione
Granaglione é uma comuna italiana da região da Emília-Romanha, província de Bolonha, com cerca de 2.089 habitantes. Estende-se por uma área de 39 km², tendo uma densidade populacional de 54 hab/km². Faz fronteira com Castel di Casio, Pistoia (PT), Porretta Terme, Sambuca Pistoiese (PT).

## Demografia
| Variação demográfica do município entre 1861 e 2011                               |
|                                                                                   |
| Fonte: Istituto Nazionale di Statistica (ISTAT) - Elaboração gráfica da Wikipedia |